# Ermita del Cristo del Llano (Baños de la Encina)
La ermita del Cristo del Llano de Baños de la Encina (provincia de Jaén, España) está situada en las afueras de la población en una zona elevada rodeada por una lonja con empedrado antiguo y delimitada por un murete de piedra, constituyendo, junto al castillo y la Iglesia de San Mateo, un tercer hito de especial monumentalidad a la localidad.
Aunque la construcción que se conserva debe remontarse al tránsito de los siglos XVI al XVII, lo más importante del inmueble lo aportan las reformas del siglo XVIII, que le incorporaron la decoración pictórica de sus bóvedas y la ampliación por la zona de la cabecera, donde se construyó un cuerpo que alberga el camarín de la venerada imagen titular. Es éste un espacio sorprendente en el que la abigarrada decoración, a base de yeserías pintadas, esculturas o espejos, lo convierte en destacado ejemplo del más exaltado barroco andaluz.

## Descripción

### Exterior
La ermita ofrece una completa visión externa de tres de sus fachadas, quedando la correspondiente a la trasera del camarín adosada a construcciones modernas.
Se trata de un edificio construido en piedra de coloración rojiza de corte y asiento regular, con una nave con coro alto a los pies al que se accede a través de una escalera inserta en un volumen adosado en el lado oeste; crucero y presbiterio elevado sobre gradas, tras el cual se dispone el camarín. La sacristía y las escaleras que conducen al camarín se alojan en espacios adosados en el lado este de la cabecera. 
La fachada principal, orientada hacia el sur, se caracteriza por su sobriedad, imprimiéndole la espadaña que sobre sale en el centro sensación de verticalidad. La portada, que ostenta la fecha de 1682, se compone por un arco de medio punto, con impostas y clave resaltada, flanqueado por pilastras toscanas sobre pedestales sobre el que se sitúa una hornacina adintelada y avenerada enmarcada por pilastras que quedan colgadas. El remate de la fachada se hace mediante frontón triangular que aloja un óculo inscrito en un marco cuadrangular. La espadaña es de dos cuerpos, el inferior de dos vanos con aletones laterales y el superior de un solo hueco de campanas rematado por frontón. En los alzados laterales del edificio se van viendo sobresalir contrafuertes además de los cuerpos adosados antes citados. En el lado este hay una portada secundaria de medio punto sobre jambas toscanas y rosetas en las enjutas, que ostenta en el friso una inscripción que la fecha en el siglo XVII.
El volumen correspondiente al camarín se manifiesta al exterior como una potente torre prismática. En uno de sus muros aparece la fecha de 1744 y en otro una ventana ciega con escudo con la inscripción «Ave María». Pilastras cajeadas con pinjantes, óculos abocinados y molduras modelan los paramentos exteriores. Sobre la cubierta emergen esbeltos pináculos bulbosos.

### Interior

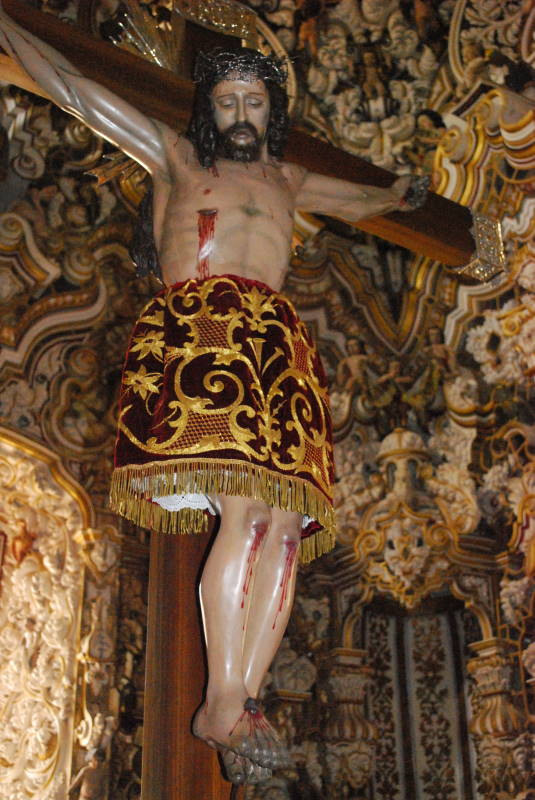
Nuestro Padre Jesús del Llano o Cristo de la Luz.

En el interior, la nave se cubre por bóveda de medio cañón dividida por robustos arcos fajones. Toda esa bóveda está decorada por pinturas al temple que simulan molduras, ovas, mármoles, grandes conchas y elementos vegetales. En el plemento central se representa un rompimiento de gloria con una serie de ángeles músicos; en los siguientes tramos de la bóveda se disponen lienzos de formato rectangular con escenas de la vida de la Virgen (Anunciación, Visita a Santa Isabel, Adoración de los pastores y Huida a Egipto). La bóveda bajo el coro también ofrece pinturas: un anagrama de Jesús del Llano bajo dosel y rodeado de ángeles, querubines, volutas carnosas, palmetas y floreros entre imitación de mármoles; un escudo con castillo; y una cartela circular con el rostro de un anciano con los atributos representativos del Tiempo. En los laterales aparecen figuras alegóricas de un alma penitente y otra en gracia con estrofas alusivas a ello. La media naranja del presbiterio también se recubre de pinturas murales. Las escenas de la vida y pasión de Cristo se distribuyen dentro de la trama que constituyen la fingida balaustrada que recorre el anillo de la que parte ocho radios en forma de estípites confluyendo en la clave, la cual se orna con macolla profusamente decorada. Las pechinas las ocupan pinturas de los cuatro evangelistas. En los lunetos correspondientes a esta zona aparecen pinturas al óleo con la representación de los Doctores de la Iglesia. En el lado del Evangelio existe un púlpito de hierro forjado sobre pedestal de mármol negro. A ambos lados de la escalinata de subida al presbiterio se pueden ver sendos escudos realizados en piedra policromada. El testero del presbiterio lo ocupa un retablo que conserva en el ático tres lienzos originales con los temas de la Santísima Trinidad, San Francisco y Santa Teresa. A través de él se vislumbra el camarín del Cristo del Llano situado a un nivel superior. La subida al camarín se efectúa, traspasada la sacristía, por una escalera en la que la cúpula existente sobre el rellano, sendos cuartos de esfera que coronan las puertas que dan acceso a la sacristía y al camarín y el pilar central sobre el que reposan las bóvedas, están decorados con ricas yeserías polícromas. Dos puertas, situadas en el tránsito de la sacristía a la escalera de subida al camarín y la de entrada a éste, destacan por la calidad de su carpintería, con trabajo de lacería e incrustaciones de nácar.

#### Camarín del Cristo del Llano
En el interior del camarín la ornamentación inunda, literalmente, el espacio. Partiendo de un zócalo quebrado, se elevan complejos estípites corintios que estructuran los ejes del primer cuerpo. Una cornisa muy quebrada supone el arranque de un nuevo cuerpo de estípites que alojan hornacinas. Óculos abocinados recogen los yesos trenzados en formas vegetales y mascarones grotescos. La cubrición es una impresionante bóveda polilobulada sobre trompas en la que estípites, hornacinas y pedestales de yesos dorados y policromados componen el escenario donde campean cientos de figuras alegóricas, santos, ángeles músicos y putti, junto a elementos del reino natural entre los que pueden verse aves exóticas, frutas y vegetales. Los espejos incrustados, evocadores de piedras preciosas, intensifican con sus reflejos los efectos ópticos.